# Savigny-sous-Faye
Savigny-sous-Faye é uma comuna francesa na região administrativa da Nova Aquitânia, no departamento de Vienne. Estende-se por uma área de 15 km². Em 2010 a comuna tinha 382 habitantes (densidade: 25,5 hab./km²).